# Grey Goose Bus Lines
A Grey Goose Bus Lines é uma subsidiária da Greyhound Canada que opera na província canadense de Manitoba.

## História

### 1924-1934
Linha de ônibus Brown Brothers John (Jack) Smith iniciou um serviço de ônibus entre Winnipeg e Carman.

### 1934-1961
Linhas de ônibus Grey Goose Limited A parceria de Gary M. Lewis, Elmer Clay, William R. Lewis, Albert J. Todd e Alfred Hurshman foi incorporada como Gray Goose Bus Lines Limited.

### 1961-1997
Linhas de ônibus Grey Goose (Manitoba) Limited; CEO, Abram J. Thiessen/Bernard Thiessen

## Transporte público
Grey Goose opera o sistema Thompson Transit em Thompson, Manitoba.